# Вторая лига Китая по футболу
Лига И Китайской футбольной ассоциации или Вторая лига Китая по футболу (кит. 中国足球协会乙级联赛) — третья по значимости футбольная лига Китайской Народной Республики. Официально подчинена Китайской футбольной ассоциации. Лига разделена на две группы, Южную и Северную. Лучшие четыре команды по итогам сезона получают возможность выступить в плей-офф и побороться за выход в Первой лиге Китая по футболу. В 2011 году команды, достигшие финала, «Харбин Итэн» и ФК «Чунцин» получили повышение в классе. В сезоне 2011 года команда, занявшая 3-е место, встретилась с матче плей-офф с последней командой первой лиги. В итоге клуб «Фуцзянь Смарт Хиро» выбила из лиги «Гуйчжоу Чжичэн Торо» и заняла его место в розыгрыше сезона 2012 первой лиги. 

## Победители
| Сезон | Победитель                                       |
| ----- | ------------------------------------------------ |
| 1989  | Фошань                                           |
| 1990  | Цзилинь                                          |
| 1991  | Шаньдун                                          |
| 1992  | Циндао Экономик энд Трэйд                        |
| 1993  | не проводился                                    |
| 1994  | Шэньчжэнь                                        |
| 1995  | Шанхай Пудун                                     |
| 1996  | Тяньцзинь Ванькэ и Шэньчжэнь Кингз Пар           |
| 1997  | Цзянсу Гидэ                                      |
| 1998  | Гуанчжоу Байюньшань                              |
| 1999  | Хэнань Констракшн                                |
| 2000  | Сычуань Мяньян                                   |
| 2001  | Далянь Сыдэлун                                   |
| 2002  | Харбин Ланьгэ                                    |
| 2003  | Хух-Хото Блэк Хорс                               |
| 2004  | Шанхай Зобон                                     |
| 2005  | Наньчан Хэнъюань                                 |
| 2006  | Команда Пекинского технологического университета |
| 2007  | Шанхай Теллэйс                                   |
| 2008  | Шэньян Дунцзинь                                  |
| 2009  | Хунань Биллоуз                                   |
| 2010  | Далянь Аэрбин                                    |
| 2011  | Харбин Итэн                                      |
| 2012  | Гуйчжоу Чжичэн Торо                              |
| 2013  | Циндао Хайню                                     |
| 2014  | Цзянси Ляньшэн                                   |
| 2015  | Мэйчжоу Хакка                                    |
| 2016  | Юньнань Фэйху                                    |
| 2017  | Хэйлунцзян Лава Спринг                           |
| 2018  | Сычуань Лонгфор                                  |